# روی هاجسون
روی هاجسون (به انگلیسی: Roy Hodgson؛ زادهٔ ۹ اوت ۱۹۴۷) سرمربی فوتبال اهل انگلستان است.
وی در تیم‌های باشگاهی هالمستاد، بریستول سیتی، مالمو، اینتر میلان، بلکبرن، گراس‌هاپر زوریخ، کپنهاگن، اودینزه، وایکینگ، فولهام، لیورپول، وست برومویچ، کریستال پالاس و واتفورد سرمربی‌گری کرده است. هاجسون همچنین سرمربی تیم ملی فوتبال انگلستان، فنلاند، سوئیس و امارات بوده است.

## آمار سرمربی‌گری
| تیم                     | کشور              | از             | تو             | رکورد | رکورد | رکورد | رکورد | رکورد |
| تیم                     | کشور              | از             | تو             | بازی  | برد   | تساوی | باخت  | برد % |
| ----------------------- | ----------------- | -------------- | -------------- | ----- | ----- | ----- | ----- | ----- |
| هالمستاد                | سوئد              | ژانویه ۱۹۷۶    | دسامبر ۱۹۸۰    | ۱۳۰   | ۵۲    | ۴۵    | ۳۳    | ۰۴۰   |
| بریستول سیتی            | انگلستان          | ۳ ژانویه ۱۹۸۲  | ۳۰ آوریل ۱۹۸۲  | ۲۰    | ۳     | ۵     | ۱۲    | ۰۱۵   |
| اوربرو                  | سوئد              | ژانویه ۱۹۸۳    | دسامبر ۱۹۸۴    | ۴۸    | ۲۴    | ۱۵    | ۹     | ۰۵۰   |
| مالمو                   | سوئد              | ژانویه ۱۹۸۵    | دسامبر ۱۹۸۹    | ۱۱۰   | ۶۸    | ۲۸    | ۱۴    | ۰۶۲   |
| نوشاتل                  | سوئیس             | ژوئیه ۱۹۹۰     | ژوئن ۱۹۹۲      | ۷۲    | ۲۹    | ۲۷    | ۱۶    | ۰۴۰   |
| سوئیس                   | سوئیس             | ۲۶ ژانویه ۱۹۹۲ | ۱۵ دسامبر ۱۹۹۵ | ۴۱    | ۲۱    | ۱۰    | ۱۰    | ۰۵۱   |
| اینتر میلان             | ایتالیا           | ۵ اکتبر ۱۹۹۵   | ۲۵ مه ۱۹۹۷     | ۸۶    | ۳۸    | ۲۵    | ۲۳    | ۰۴۴   |
| بلکبرن راورز            | انگلستان          | ۱ ژوئن ۱۹۹۷    | ۲۱ دسامبر ۱۹۹۸ | ۶۲    | ۲۲    | ۱۸    | ۲۲    | ۰۳۵   |
| اینتر میلان             | ایتالیا           | ۵ مه ۱۹۹۹      | ۲۷ ژوئن ۱۹۹۹   | ۳     | ۲     | ۱     | ۰     | ۰۶۷   |
| گراس‌هاپر زوریخ          | سوئیس             | ژوئیه ۱۹۹۹     | ژوئن ۲۰۰۰      | ۳۶    | ۱۴    | ۱۲    | ۱۰    | ۰۳۹   |
| کپنهاگن                 | دانمارک           | ژوئیه ۲۰۰۰     | ژوئن ۲۰۰۱      | ۳۵    | ۱۸    | ۱۲    | ۵     | ۰۵۱   |
| اودینزه                 | ایتالیا           | ۲۱ ژوئن ۲۰۰۱   | ۱۰ دسامبر ۲۰۰۱ | ۱۷    | ۷     | ۵     | ۵     | ۰۴۱   |
| امارات متحده عربی       | امارات متحده عربی | ۹ آوریل ۲۰۰۲   | ۱۴ ژانویه ۲۰۰۴ | ۱۷    | ۴     | ۶     | ۷     | ۰۲۴   |
| ویکینگ                  | نروژ              | ۱۱ ژوئیه ۲۰۰۴  | ۲۰ دسامبر ۲۰۰۵ | ۳۸    | ۱۶    | ۱۰    | ۱۲    | ۰۴۲   |
| فنلاند                  | فنلاند            | ۱۶ ژانویه ۲۰۰۶ | ۳۰ دسامبر ۲۰۰۷ | ۲۲    | ۶     | ۱۱    | ۵     | ۰۲۷   |
| فولهام                  | انگلستان          | ۳۰ دسامبر ۲۰۰۷ | ۱ ژوئیه ۲۰۱۰   | ۱۲۸   | ۵۰    | ۳۲    | ۴۶    | ۰۳۹   |
| لیورپول                 | انگلستان          | ۱ ژوئیه ۲۰۱۰   | ۸ ژانویه ۲۰۱۱  | ۳۱    | ۱۳    | ۹     | ۹     | ۰۴۲   |
| وست برومویچ             | انگلستان          | ۱۱ فوریه ۲۰۱۱  | ۱۳ مه ۲۰۱۲     | ۵۲    | ۲۰    | ۱۲    | ۲۰    | ۰۳۸   |
| تیم ملی فوتبال انگلستان | انگلستان          | ۱۴ مه ۲۰۱۲     |                | ۰     | ۰     | ۰     | ۰     | —     |
| مجموع                   | مجموع             | مجموع          | مجموع          | ۹۴۸   | ۴۰۸   | ۲۸۳   | ۲۵۷   | ۰۴۳   |